# Иуда Искариот (повесть)
«Иуда Искариот» — повесть русского писателя-экспрессиониста Леонида Андреева, впервые опубликованная под заглавием «Иуда Искариот и другие» в альманахе «Сборник товарищества „Знание“ за 1907 год», книга 16.

## Образы персонажей

### Иисус
Образ периферического персонажа принадлежит учителю Иуды — Иисусу.

### Иуда
Образ Иуды, по свидетельству современников писателя, был загадочен и потому особенно притягателен для «парадоксалиста» Андреева. Иуда из Кариота был коварен, склонен к предательству и лжи. Он бросил жену и добывал хлеб воровством. «Детей у него не было, и это ещё раз доказывает, что Иуда — дурной человек и не хочет Бог потомства от Иуды». Он приносил с собой ссоры и несчастья. К нему со скептицизмом относятся и добрые, и злые люди. Образ Иуды формируется в зеркале чужих мнений. С первых строк отражается отношение к Иуде апостолов. Ещё не зная Иуду, они утверждают, что он — дурной человек. И негативная оценка — «рыжий и безобразный» — воспринимается как предвзятое мнение учеников, недовольных тем, что Иисус принял его в круг избранных. Ученики не доверяют этому «рыжему» и считают, что, кроме коварства и зла, от него нечего ожидать. Приход Иуды к Христу неслучаен. Он неосознанно тянулся к людям чистым и светлым. Презираемый всеми урод с двойственным лицом, служащим для раскрытия натуры Искариота, впервые в жизни почувствовал теплоту со стороны человека. И, следуя его заповедям, пытается возлюбить ближних.

### Апостолы
Апостолы Андреева обладают «земными», человеческими качествами. Они не идеальны. В отличие от непредсказуемого Иуды, ученики лишены противоречий и во всех ситуациях однообразны: Пётр громогласен, жизнелюбив, энергичен; Иоанн наивен, честолюбив, озабочен одной только мыслью: сохранить своё место «любимого ученика» Иисуса; Фома молчалив, серьёзен, рассудителен, но чрезмерно осторожен.
Никто из учеников не относился к Искариоту всерьёз. Все были к нему снисходительны. Ученики осуждали его за ложь, притворство, в то же время потешались над его рассказами, которые были очередной ложью. Апостолы ждали от него очередной лжи, и «рыжий» иудей оправдал их ожидания: «лгал <…> постоянно».

## История написания. Мотивы. Публикация
Первые сюжетные задумки и темы произведения имелись у Леонида Андреева ещё в конце марта 1906 года, когда он жил в Швейцарии и вёл переписку с братом Павлом. Тогда же Андреев попросил его прислать книги Эрнеста Ренана и Давида Штрауса, среди которых был теологическо-философский труд «Жизнь Иисуса». В мае того же года он сообщил Александру Серафимовичу, что планирует написать «нечто по психологии предательства». Однако окончательное воплощение этот замысел получил только в декабре 1906 года на Капри, куда Леонид Николаевич переехал из Германии после неожиданной смерти жены.
В своих воспоминаниях Максим Горький воспроизвёл разговор с Андреевым, в котором последний описывал впечатление о стихотворении Александра Рославлева «Иуде». Пешков также отмечал влияние на повесть тетралогии «Иуда и Христос» Карла Вейзера, произведение Георага Тора «Иуда. История одного страдания» и драму в стихах «Искариот» Николая Голованова. «Иуда Искариот» был написан очень быстро, в течение двух недель. Первую редакцию Андреев продемонстрировал Горькому. Тот заметил в произведении большое количество фактических и исторических ошибок. Автор перечитал Евангелие и несколько раз переписывал рассказ. Последние ремарки были сделаны 24 февраля 1907, после чего Андреев обратился в издательство «Знание», которое решило выпустить произведение в одном из своих альманахов. При жизни Леонида Николаевича «Иуда Искариот» переводился на немецкий (1908), английский (1910), французский (1914), итальянский (1919) и другие языки.

## В современной культуре
Под впечатлением повести «Иуда Искариот» написана песня Егора Летова «Иуда будет в раю»:
— Почему Иуда будет в раю? Скажи, пожалуйста, потому что он раскаялся, совершив суицид, или потому что он снял таким образом вину с остальных апостолов)?
— Читайте рассказ Леонида Андреева «Иуда Искариот».

Егор Летов. Ответы на вопросы посетителей официального сайта Гражданской Обороны, 25.01.08 (часть 2)

## Экранизации
- 1991 — «Пустыня» (по мотивам повести «Иуда Искариот» и рассказа «Елеазар»)
- 2013 — «Иуда»